# Canadese hockeyploeg (vrouwen)
De Canadese hockeyploeg voor vrouwen is de nationale ploeg die Canada vertegenwoordigt tijdens interlands in het hockey.
Successen waren er in 1983 en 1986 met een zilveren en een bronzen medaille op het wereldkampioenschap. Canada nam ook driemaal deel aan de Olympische Spelen, met als beste resultaat een vijfde plaats in 1984. Ook werd tweemaal deelgenomen aan de Champions Trophy in 1987 (4e plaats) en in 1989 (6e). Na 1994 wist het land zich niet meer voor een mondiaal toernooi te plaatsen, de enige aansprekende resultaten sindsdien werden behaald op het Pan-Amerikaans kampioenschap met driemaal een bronzen medaille.

## Erelijst Canadese hockeyploeg
| Jaar | Champions Trophy      | Amerikaans kampioenschap | Olympische Spelen      | Wereldkampioenschap               | Hockey World League Hockey Pro League |
| ---- | --------------------- | ------------------------ | ---------------------- | --------------------------------- | ------------------------------------- |
| 1971 |                       |                          |                        | 10e IFWHA WK 1971 Auckland        |                                       |
| 1972 |                       |                          |                        | geen deelname                     |                                       |
| 1974 |                       |                          |                        | geen deelname                     |                                       |
| 1975 |                       |                          |                        | 15e IFWHA WK 1975 Edinburgh       |                                       |
| 1976 |                       |                          |                        | geen deelname                     |                                       |
| 1978 |                       |                          |                        | 5e WK 1978 Madrid                 |                                       |
| 1979 |                       |                          |                        | 8e IFWHA WK 1979 Vancouver        |                                       |
| 1980 |                       |                          | geen deelname          |                                   |                                       |
| 1981 |                       |                          |                        | 5e WK 1981 Buenos Aires           |                                       |
| 1983 |                       |                          |                        | WK 1983 Kuala Lumpur              |                                       |
| 1984 |                       |                          | 5e OS 1984 Los Angeles |                                   |                                       |
| 1985 |                       |                          |                        |                                   |                                       |
| 1986 |                       |                          |                        | WK 1986 Amstelveen                |                                       |
| 1987 | 4e CT 1987 Amstelveen |                          |                        |                                   |                                       |
| 1988 |                       |                          | 6e OS 1988 Seoel       |                                   |                                       |
| 1989 | 6e CT 1989 Frankfurt  |                          |                        |                                   |                                       |
| 1990 |                       |                          |                        | 10e WK 1990 Sydney                |                                       |
| 1991 | geen deelname         |                          |                        |                                   |                                       |
| 1992 |                       |                          | 7e OS 1992 Barcelona   |                                   |                                       |
| 1993 | geen deelname         |                          |                        |                                   |                                       |
| 1994 |                       |                          |                        | 10e WK 1994 Dublin                |                                       |
| 1995 | geen deelname         |                          |                        |                                   |                                       |
| 1996 |                       |                          | geen deelname          |                                   |                                       |
| 1997 | geen deelname         |                          |                        |                                   |                                       |
| 1998 |                       |                          |                        | geen deelname                     |                                       |
| 1999 | geen deelname         |                          |                        |                                   |                                       |
| 2000 | geen deelname         |                          | geen deelname          |                                   |                                       |
| 2001 | geen deelname         | PA 2001 Kingston         |                        |                                   |                                       |
| 2002 | geen deelname         |                          |                        | geen deelname                     |                                       |
| 2003 | geen deelname         |                          |                        |                                   |                                       |
| 2004 | geen deelname         | PA 2004 Bridgetown       | geen deelname          |                                   |                                       |
| 2005 | geen deelname         |                          |                        |                                   |                                       |
| 2006 | geen deelname         |                          |                        | geen deelname                     |                                       |
| 2007 | geen deelname         |                          |                        |                                   |                                       |
| 2008 | geen deelname         |                          | geen deelname          |                                   |                                       |
| 2009 | geen deelname         | 5e PA 2009 Hamilton      |                        |                                   |                                       |
| 2010 | geen deelname         |                          |                        | geen deelname                     |                                       |
| 2011 | geen deelname         |                          |                        |                                   |                                       |
| 2012 | geen deelname         |                          | geen deelname          |                                   |                                       |
| 2013 |                       | PA 2013 Mendoza          |                        |                                   | eerste ronde HWL 2012-13              |
| 2014 | geen deelname         |                          |                        | geen deelname                     |                                       |
| 2015 |                       |                          |                        |                                   | 17e HWL 2014-15                       |
| 2016 | geen deelname         |                          | geen deelname          |                                   |                                       |
| 2017 |                       | 4e PA 2017 Lancaster     |                        |                                   | 26e HWL 2016-17                       |
| 2018 | geen deelname         |                          |                        | geen deelname                     |                                       |
| 2019 |                       |                          |                        |                                   | geen deelname                         |
| 2021 |                       |                          | geen deelname          |                                   | geen deelname                         |
| 2022 |                       | PA 2022 Santiago         |                        | 15e WK 2022 / Amstelveen/Terrassa | geen deelname                         |
| 2023 |                       |                          |                        |                                   | geen deelname                         |
| 2024 |                       |                          | geen deelname          |                                   | geen deelname                         |
| 2025 |                       |                          |                        |                                   | geen deelname                         |